# Allie Kiick
Alexandra „Allie“ Kiick (* 30. Juni 1995 in Fort Lauderdale) ist eine US-amerikanische Tennisspielerin.

## Karriere
Kiick, die den Sandplatz bevorzugt, begann im Alter von acht Jahren mit dem Tennissport. Sie spielt nahezu ausschließlich auf ITF-Turnieren, bei denen sie bislang sieben Einzel- und zwei Doppeltitel gewinnen konnte.
2012 und 2013 nahm sie im Doppel an den US Open teil, schied aber beide Male bereits in der ersten Runde aus.

## Turniersiege

### Einzel
| Nr. | Datum             | Turnier         | Kategorie   | Belag     | Finalgegnerin       | Ergebnis       |
| --- | ----------------- | --------------- | ----------- | --------- | ------------------- | -------------- |
| 1.  | 2. Oktober 2011   | Amelia Island   | ITF $10.000 | Sand      | Chalena Scholl      | 6:75, 6:2, 6:3 |
| 2.  | 10. März 2013     | Gainesville     | ITF $10.000 | Sand      | Kateřina Kramperová | 7:5, 6:1       |
| 3.  | 21. Dezember 2013 | Mérida          | ITF $25.000 | Hartplatz | Ajla Tomljanović    | 3:6, 7:5, 6:0  |
| 4.  | 3. Mai 2015       | Charlottesville | ITF $50.000 | Sand      | Katerina Stewart    | 7:5, 6:73, 7:5 |
| 5.  | 1. Juli 2018      | Båstad          | ITF $25.000 | Sand      | Isabella Schinikowa | 6:2, 6:1       |
| 6.  | 16. Juni 2019     | Barcelona       | ITF $60.000 | Sand      | Çağla Büyükakçay    | 7:63, 3:6, 6:1 |
| 7.  | 26. Oktober 2019  | Cucuta          | ITF $25.000 | Sand      | Conny Perrin        | 6:2, 6:2       |

### Doppel
| Nr. | Datum           | Turnier    | Kategorie   | Belag     | Partnerin       | Finalgegnerinnen             | Ergebnis         |
| --- | --------------- | ---------- | ----------- | --------- | --------------- | ---------------------------- | ---------------- |
| 1.  | 27. Juli 2013   | Winnipeg   | ITF $25.000 | Hartplatz | Heidi El Tabakh | Samantha Murray Jade Windley | 6:4, 2:6, [10:8] |
| 2.  | 16. Januar 2022 | Vero Beach | ITF W25     | Sand      | Sophie Chang    | Anna Rogers Christina Rosca  | 6:3, 6:3         |